# Campeonato Europeu Sub-20 de Atletismo de 2017
O Campeonato Europeu Sub-20 de Atletismo de 2017 foi a 24ª edição do torneio organizada pela Associação Europeia de Atletismo para atletas com menos de vinte anos, classificados como Sub-20. Essa foi a primeira edição do campeonato sob nova denominação. O evento foi realizado no Estádio Olímpico Carlo Zecchini em Grosseto na Itália, entre 20 e 23 de julho de 2017. Foram disputados 44 provas no campeonato, no qual participaram 1.159 atletas de 47 nacionalidades. 

## Medalhistas
Esses foram os resultados do campeonato. 

### Feminino
| Evento                      | Ouro                                                                           | Ouro        | Prata                                                                       | Prata    | Bronze                                                                     | Bronze       |
| --------------------------- | ------------------------------------------------------------------------------ | ----------- | --------------------------------------------------------------------------- | -------- | -------------------------------------------------------------------------- | ------------ |
| 100 metros                  | Gina Akpe-Moses · Irlanda                                                      | 11.71       | Keshia Kwadwo · Alemanha                                                    | 11.75    | Ingvild Meinseth · Noruega                                                 | 11.77        |
| 200 metros                  | Maya Bruney · Grã-Bretanha                                                     | 23.04 EJL   | Sophia Junk · Alemanha                                                      | 23.45    | Katrin Fehm · Alemanha                                                     | 23.49        |
| 400 metros                  | Anastasiya Bryzhina · Ucrânia                                                  | 52.01       | Andrea Miklós · Roménia                                                     | 52.31    | Hannah Williams · Grã-Bretanha                                             | 52.55        |
| 800 metros                  | Khahisa Mhlanga · Grã-Bretanha                                                 | 2:06.96     | Ellie Baker · Grã-Bretanha                                                  | 2:07.01  | Gabriela Gajanová · Eslováquia                                             | 2:07.15      |
| 1 500 metros                | Jemma Reekie · Grã-Bretanha                                                    | 4:13.25     | Liliana Georgieva · Bulgária                                                | 4:16.73  | Harriet Knowles-Jones · Grã-Bretanha                                       | 4:17.53      |
| 3 000 metros                | Delia Sclabas · Suíça                                                          | 9:10.13     | Mathilde Sénéchal · França                                                  | 9:20.05  | Nadia Battocletti · Itália                                                 | 9:24.01      |
| 5 000 metros                | Jasmijn Lau · Países Baixos                                                    | 16:38.85    | Miriam Dattke · Alemanha                                                    | 16:39.81 | Floor Doornwaard · Países Baixos                                           | 16:41.71     |
| 10 km marcha atlética       | Yana Smerdova Atletas Independentes (AEA)                                      | 47:19.69    | Teresa Zurek · Alemanha                                                     | 47:33.20 | Meryem Bekmez · Turquia                                                    | 48:33.88 NJR |
| 100 metros barreiras        | Solène Ndama · França                                                          | 13.15       | Alicia Barrett · Grã-Bretanha                                               | 13.28    | Klaudia Siciarz · Polónia                                                  | 13.33        |
| 400 metros barreiras        | Yasmin Giger · Suíça                                                           | 55.90 EJL   | Agata Zupin · Eslovênia                                                     | 55.96    | Viivi Lehikoinen · Finlândia                                               | 56.49 NJR    |
| 3.000 metros com obstáculos | Lisa Oed · Alemanha                                                            | 10:00.79    | Tatsiana Shabanava · Bielorrússia                                           | 10:03.32 | Gülnaz Uskun · Turquia                                                     | 10:19.44     |
| 4×100 metros estafetas      | Alemanha · Katrin Fehm · Keshia Kwadwo · Sophia Junk · Jennifer Montag         | 43.44       | França · Éloïse de la Talle · Sarah Mingas · Estelle Raffai · Marine Mignon | 44.03    | Grã-Bretanha · Ebony Carr · Alisha Rees · Maya Bruney · Olivia Okoli       | 44.17        |
| 4×400 metros estafetas      | Ucrânia · Ivanna Avramchuk · Dzhoys Koba · Iryna Marchak · Anastasiya Bryzhina | 3:32.82 WJL | Alemanha · Vanessa Aniteye · Meike Gerlach · Alica Schmidt · Corinna Schwab | 3:33.08  | Grã-Bretanha · Mair Edwards · Maya Bruney · Ella Barrett · Hannah Williams | 3:33.68      |
| Salto em altura             | Michaela Hrubá · Chéquia                                                       | 1.93        | Karina Taranda · Bielorrússia                                               | 1.87     | Maja Nilsson · Suécia                                                      | 1.85         |
| Salto com vara              | Lisa Gunnarsson · Suécia                                                       | 4.40        | Molly Caudery · Grã-Bretanha                                                | 4.35     | Wilma Murto · Finlândia                                                    | 4.15         |
| Salto em comprimento        | Milica Gardasević · Sérvia                                                     | 6.46        | Tabea Christ · Alemanha                                                     | 6.41     | Kaiza Karlén · Suécia                                                      | 6.32         |
| Salto triplo                | Violetta Skvartsova · Bielorrússia                                             | 14.21 WJL   | Ilionis Guillaume · França                                                  | 13.97    | Naomi Ogbeta · Grã-Bretanha                                                | 13.68        |
| Arremesso de peso           | Julia Ritter · Alemanha                                                        | 17.24 WJL   | Jorinde van Klinken · Países Baixos                                         | 16.89    | Anna Niedbała · Polónia                                                    | 16.32        |
| Lançamento de disco         | Alexandra Emilianov · Moldávia                                                 | 56.38       | Karolina Urban · Polónia                                                    | 53.88    | Kristina Rakočević · Montenegro                                            | 53.56        |
| Lançamento do martelo       | Katerina Skypalová · Chéquia                                                   | 64.78       | Eva Mustafić · Croácia                                                      | 63.09    | Michaela Walsh · Irlanda                                                   | 61.27        |
| Lançamento do dardo         | Nikol Tabačková · Chéquia                                                      | 55.10       | Carolina Visca · Itália                                                     | 53.65    | Elina Kinnunen · Finlândia                                                 | 52.94        |
| Heptatlo                    | Alina Shukh · Ucrânia                                                          | 6381 WJL    | Géraldine Ruckstuhl · Suíça                                                 | 6357 NJR | Sarah Lagger · Áustria                                                     | 6083 NJR     |

## Quadro de medalhas
| Ordem  | País                        | Medalha de ouro | Medalha de prata | Medalha de bronze | Total |
| ------ | --------------------------- | --------------- | ---------------- | ----------------- | ----- |
| 1      | Alemanha                    | 5               | 7                | 1                 | 13    |
| 2      | Grã-Bretanha                | 5               | 6                | 8                 | 19    |
| 3      | Ucrânia                     | 4               | 1                | 1                 | 6     |
| 4      | França                      | 3               | 5                | 4                 | 12    |
| 5      | Itália                      | 3               | 5                | 1                 | 9     |
| 6      | Suíça                       | 3               | 1                | 0                 | 4     |
| 7      | Noruega                     | 3               | 0                | 1                 | 4     |
| 8      | Chéquia                     | 3               | 0                | 0                 | 3     |
| 9      | Bielorrússia                | 2               | 5                | 0                 | 7     |
| 10     | Polónia                     | 2               | 4                | 3                 | 9     |
| 11     | Suécia                      | 2               | 0                | 2                 | 4     |
| 12     | Atletas Independentes (AEA) | 2               | 0                | 0                 | 2     |
| 13     | Países Baixos               | 1               | 1                | 1                 | 3     |
| 13     | Roménia                     | 1               | 1                | 1                 | 3     |
| 15     | Croácia                     | 1               | 1                | 0                 | 2     |
| 16     | Irlanda                     | 1               | 0                | 2                 | 3     |
| 17     | Grécia                      | 1               | 0                | 1                 | 2     |
| 18     | Moldávia                    | 1               | 0                | 0                 | 1     |
| 18     | Sérvia                      | 1               | 0                | 0                 | 1     |
| 20     | Espanha                     | 0               | 2                | 5                 | 7     |
| 21     | Finlândia                   | 0               | 1                | 4                 | 5     |
| 22     | Bélgica                     | 0               | 1                | 1                 | 2     |
| 22     | Estónia                     | 0               | 1                | 1                 | 2     |
| 24     | Bulgária                    | 0               | 1                | 0                 | 1     |
| 24     | Eslovênia                   | 0               | 1                | 0                 | 1     |
| 26     | Turquia                     | 0               | 0                | 3                 | 3     |
| 27     | Áustria                     | 0               | 0                | 1                 | 1     |
| 27     | Hungria                     | 0               | 0                | 1                 | 1     |
| 27     | Montenegro                  | 0               | 0                | 1                 | 1     |
| 27     | Eslováquia                  | 0               | 0                | 1                 | 1     |
| Totale | Totale                      | 44              | 44               | 44                | 132   |

## Participantes por nacionalidade
Um total de 1.159 atletas de 47 países participaram do campeonato.
- Andorra (1)
- Arménia (1)
- Áustria (18)
- Azerbaijão (1)
- Bielorrússia (26)
- Bélgica (33)
- Bósnia e Herzegovina (3)
- Bulgária (14)
- Croácia (22)
- Chipre (6)
- Chéquia (47)
- Dinamarca (9)
- Estónia (20)
- Finlândia (46)
- França (68)
- Geórgia (3)
- Alemanha (86)
- Gibraltar (2)
- Grã-Bretanha (59)
- Grécia (35)
- Hungria (42)
- Islândia (2)
- Atletas Independentes (AEA) (4)
- Irlanda (42)
- Israel (12)
- Itália (104) (anfitrião)
- Letónia (21)
- Lituânia (16)
- Luxemburgo (4)
- Macedónia do Norte (2)
- Malta (1)
- Moldávia (6)
- Mónaco (1)
- Montenegro (1)
- Países Baixos (29)
- Noruega (40)
- Polónia (65)
- Portugal (33)
- Roménia (33)
- San Marino (2)
- Sérvia (13)
- Eslováquia (15)
- Eslovénia (16)
- Espanha (54)
- Suécia (39)
- Suíça (38)
- Turquia (62)
- Ucrânia (30)

Legenda
| Recorde mundial       | Recorde mundial (World record)               |                       | Recorde africano                      | Recorde africano (African) |                                           | Q | Classificado por posição (Qualified) |
| Recorde do campeonato | Recorde do campeonato (Championship record)  | Recorde da América    | Recorde da América (Americas)         | q                          | Classificado por melhor tempo (Qualified) |   |                                      |
| Melhor marca do ano   | Melhor marca do ano (World leading)          | Recorde asiático      | Recorde asiático (Asian)              | DNS                        | Não largou (Did not start)                |   |                                      |
| Recorde nacional      | Recorde nacional (National record)           | Recorde europeu       | Recorde europeu (European)            | DNF                        | Não terminou (Did not finish)             |   |                                      |
| Recorde pessoal       | Recorde pessoal do atleta (Personal best)    | Recorde da Oceania    | Recorde da Oceania (Oceania)          | DSQ / DQ                   | Desclassificado (Disqualified)            |   |                                      |
| Recorde da temporada  | Recorde da temporada do atleta (Season best) | Recorde sul-americano | Recorde sul-americano (South America) | NM                         | Sem marca (No mark)                       |   |                                      |